# Querétaroakvedukten
Querétaroakvedukten (spanska: Acueducto de Querétaro) är en 1 280 meter lång akvedukt i delstaten Querétaro i centrala Mexiko. Den byggdes för att förse staden Querétaro med vatten från källor i ravinen "La Cañada" söder om orten och invigdes 17 oktober 1738.
Akvedukten konstruerades av Juan Antonio de Urrutia y Arana som hade inspirerats av akvedukterna i Segovia, Mérida och Tarragona i Spanien och ledde vattnet med självfall i en öppen kanal från bergen till ett system av fontäner och brunnar i staden.

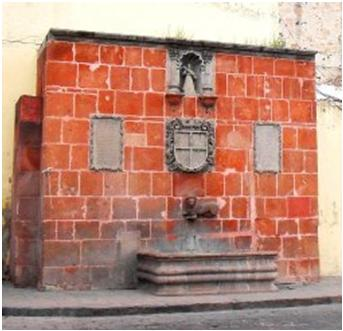
En av brunnarna i Querétaro.

Akvedukten, som inte längre används, ingår i Unesco världsarvet Historiska monument i  Querétaro och har utsetts till International Historic Civil Engineering Landmark av 
American Society of Civil Engineers.